# Quảng Ngãi
Quảng Ngãi är en huvudstad i provinsen Quảng Ngãi i Vietnam. Folkmängden uppgick till 112 384 invånare vid folkräkningen 2009, varav 95 537 invånare bodde i själva centralorten.